# 闇の帝王DON 〜ベルリン強奪作戦〜
『闇の帝王DON 〜ベルリン強奪作戦〜』（やみのていおうドン 〜ベルリンごうだつさくせん〜、原題：Don 2/Don: The King Is Back）は、2011年に公開されたインドのアクション・スリラー映画。2006年に公開された『DON -過去を消された男-』の続編であり、前作に引き続きファルハーン・アクタルが監督を務め、シャー・ルク・カーン、プリヤンカー・チョープラーが主演を務めている。2007年に続編の構想が練られて企画が一時頓挫したものの、2010年に再び企画が始動し、ベルリンの各所で主要撮影が行われた。
2011年12月23日にテルグ語・タミル語吹替版を含め3D・2Dで公開された。映画はキャストの演技やプロダクションデザイン、アクションシークエンスなどが高く評価されたが、ストーリーのペースと音楽については酷評された。興行収入は23億8000万ルピーを記録し、2011年のインド映画興行収入ランキング第4位となった。第57回フィルムフェア賞では作品賞、監督賞、主演男優賞にノミネートされ、作曲賞、アクション賞を受賞した。

## キャスト
- ドン - シャー・ルク・カーン
- ロマ - プリヤンカー・チョープラー
- ワルダーン - ボーマン・イラニ（英語版）
- アイシャ - ララ・ダッタ
- サミール - クナル・カプール（英語版）
- ヴィシャール・マリク警部 - オム・プリ
- J・K・ディワーン副頭取 - アリー・カーン（英語版）
- アブドゥル・ジャバール - ナワーブ・シャー（英語版）
- アルジュン - サヒール・シュロフ（英語版）
- イェンス・ベルケル - フロリアン・ルーカス
- シンガニア - ラジェシュ・カタール（英語版）
- ドンの変装姿 - リティク・ローシャン（カメオ出演）

## 製作

### 企画
2007年に続編の製作が発表された。しかし、主演のシャー・ルク・カーンが肩の手術をするため製作に遅れが生じてしまう。アルジュン・ラームパールとイーシャ・コピカール以外の主要キャストは引き続き出演し、新キャストとしてララ・ダッタとクナル・カプールが起用された。監督のファルハーン・アクタルは続編製作の理由を「キャラクターを探索する自由がたくさんあるため」と語っている。また、シャー・ルク・カーンは撮影のために腕に「D」のタトゥーを入れ、このタトゥーに著作権を設定した。
シャー・ルク・カーンにとっては『Darr』『Baazigar』以来の悪役としての出演作となる。チョープラーは撮影のために2か月間マーシャルアーツの訓練を受け、ボーマン・イラニは役作りのために12キログラム減量し、「冷酷で狡猾」なキャラクターに見せるために髭を生やした。前作に出演したイーシャ・コピカールが降板したため、シャー・ルク・カーンの推薦で『Billu』で彼と共演したララ・ダッタが新たに起用された。

### 撮影

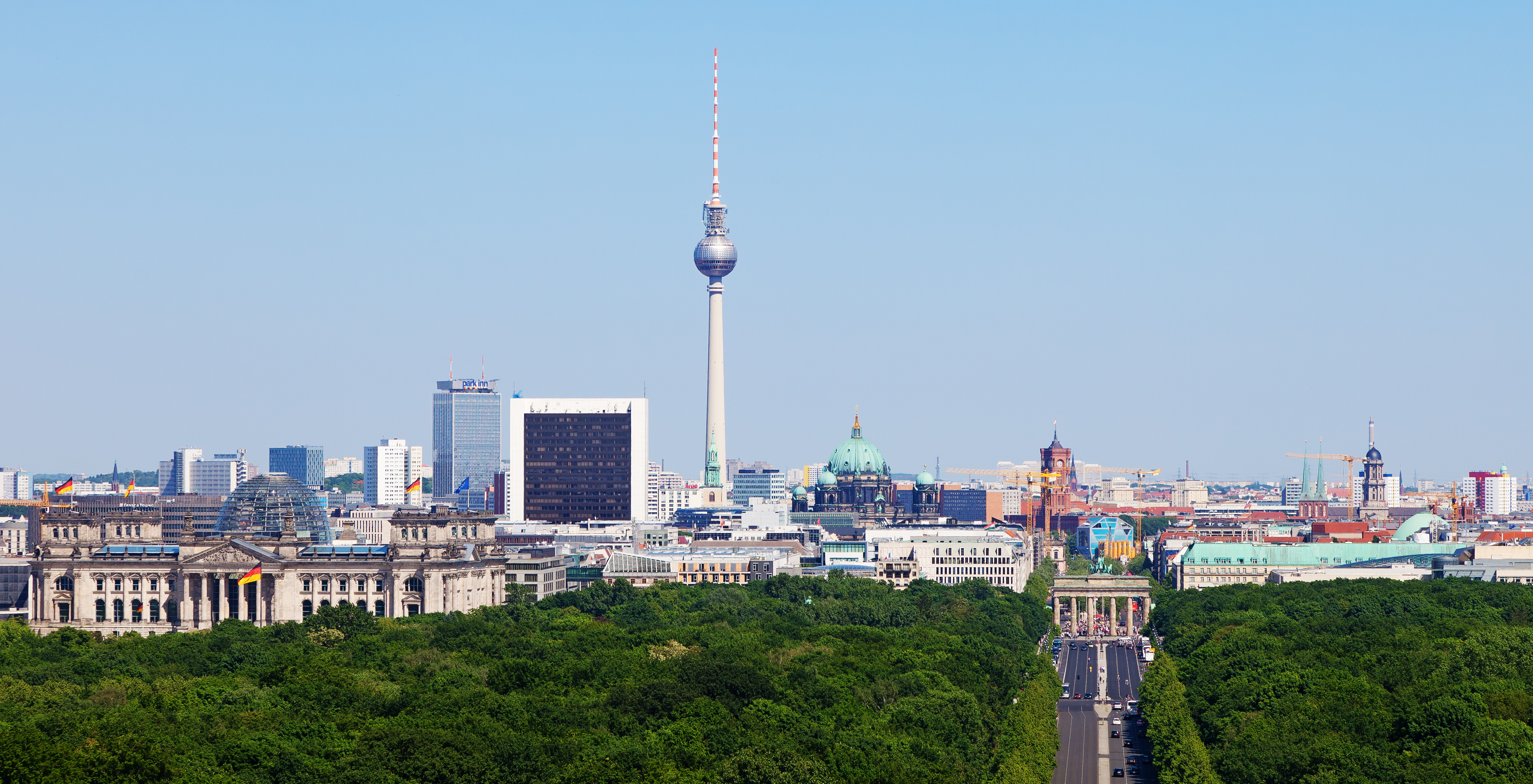
撮影現場となったベルリン

2010年10月からベルリンで主要撮影が開始され、本作は同地で撮影された最初のボリウッド映画となった。ベルリンでの撮影が許可されたのは、シャー・ルク・カーンが『マイネーム・イズ・ハーン』のスクリーニングのために第60回ベルリン国際映画祭に出席した後のことだった。撮影に先立ち、ドイツ政府はウェブサイトで映画の撮影をサポートすることを発表している。2週間の撮影のために70人のインド人スタッフがベルリンに滞在し、ブランデンブルク門、アレクサンダー広場、フランス大聖堂、イーストサイド・ギャラリーで撮影が行われた。ベルリンでの撮影では680万ユーロの費用がかかったが、ドイツ政府は補助金として300万ユーロを提供している。
シャー・ルク・カーンは大半のシーンをスタントなしで演じてる。ベルリンでは300フィートのジャンプシーンを演じている。カーチェイスの撮影は、ブランデンブルク門を含む主要道路を3週間封鎖して67台の車を使用して行われ、道路の周囲に日常生活用の迂回ルートが作られた。リティク・ローシャンのカメオ出演シーンもベルリンで撮影されたが、彼の出演は公開まで隠されていた。ベルリンでの撮影は2010年12月に終了した。2011年2月からはマレーシアでの撮影が開始され、ムラカで刑務所のシーンが撮影された。また、シャー・ルク・カーンはハリウッドのスタントマンで本作のアクション監督を務めたヴォルフガング・シュティグマンからトレーニングを受けた。同年9月に歌のシーンが撮影され、11月下旬にゴア州で別の歌シーンが撮影され、この曲は映画公開の1か月前に発表された。この曲はアクションシーンのために撮影されたが、実際に映画では使用されなかった。
2011年8月に映画が3Dで公開されることが発表された。3Dの方針は撮影途中に決まり、ロサンゼルスでの撮影後に映画全体を3D処理した。撮影には特殊レンズが使用され、プロデューサーのニテーシュ・シドワーニーは、3Dのアイディアは『ハリー・ポッターと死の秘宝 PART2』を観た後に思い付いたと語っている。3Dイノベーターは『アバター』『サンクタム』に参加したチャク・コミスキーが起用された。編集技師としてリテーシュ・ソニ、撮影監督としてジェイソン・ウェストが起用された。デジタル・インターミディエイトとVFXはピクション・スタジオが担当し、3D変換はリライアンス・メディアワークスが担当している。

### 音楽
前作に引き続きジャーヴェード・アクタルが作詞、シャンカル＝イフサーン＝ロイが作曲している。アルバムにはオリジナル4曲、インストゥルメンタル2曲、ダイアログ・スニペット1曲、リミックス2曲が収録されている。歌手としてヴィシャール・ダドラニ、アヌシャ・マニ、ウーシャ・ウサップ、シャンカル・ハマデヴァン、スニータ・サラティー、K・K、カラリサ・モンテイロが参加しており、2011年11月16日にT-Seriesから発売された。

## マーケティング

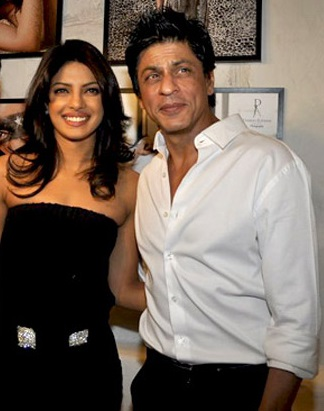
シャー・ルク・カーンとプリヤンカー・チョープラー

リライアンス・エンターテインメントはエクセル・エンターテインメントから8億5000万ルピーで配給権を購入し、マーケティングに2億2000万ルピーの費用をかけている。衛星放送の権利はジー・エンターテインメント・エンタープライゼスが3億7000万ルピーで購入した。タミル・ナードゥ州とケーララ州の配給権はスーダ・スクリーンが購入した。音楽の権利はTシリーズが1億ルピーで購入した。予告編とポスターは『Zindagi Na Milegi Dobara』と同じ日に公開され、予告編第2弾は2011年10月24日に公開された。また、映画はドバイ国際映画祭で特別上映され、さらにマクドナルドとカフェ・コーヒー・デイと連携して20都市の店舗でWi-Fiのインターネット無料アクセスを展開し、3Dで曲を視聴できるようにした。
マーケティングの一環として限定版玩具が発売された。玩具はドンの衣装を着たシャー・ルク・カーンの人形で、これはボリウッド俳優として初のボブルヘッドだった。また、宣伝のために監督やプロデューサー、キャストがパトナなどの各都市を訪問することになった。一時セキュリティの問題から中断されたものの、ナーグプル、アフマダーバード、ハイデラバードを訪問した。2011年10月にはドンの過去を描いた漫画『Don: The Origin』が発売された。また、エクセル・エンターテインメントはインド最大のゲーム会社ゲームシャストラと連携してアクション・アドベンチャーのコンシューマーゲームを開発した。さらにマンゴー・ゲームズはソーシャルゲーム『Don – The Social Mobsters Game』を開発してFacebookに公開した。ゲームはPlayStation 3プラットフォーム用のアンドロイド、PSNで使用できる。シドワーニーは、「インド映画を原作とした4つのプラットフォームで使用できるゲームはこれは初となります。これは、ドンのような象徴的なキャラクターのためにファンが興奮を維持するための最良の方法だと私は思います」と語っている。2013年2月にはPlayStation 2ゲーム『Don 2: The King is Back』が発売された。

## 公開
2011年12月23日にインド国内3105スクリーン（3Dの500スクリーン含む）、世界40か国650スクリーンで公開された。映画はヒンディー語の他、テルグ語・タミル語吹替版も同時公開されている。2012年1月には、さらに世界84か国で公開され、2月には第62回ベルリン国際映画祭で上映された。公開に際し、リライアンス・エンターテインメントは海賊版対策としてデリー高等裁判所からジョン・ドゥー法令を受け、著作権侵害に対処することになった。
公開1か月前に、1978年公開のオリジナル版『Don』の製作会社ナリマン・フィルムは、「エクセル・エンターテインメントに与えたのは『DON -過去を消された男-』の権利だけ」と主張してリライアンス・エンターテインメントとエクセル・エンターテインメントを訴えた。12月19日にボンベイ高等裁判所は判決を下し、すでに国内外の劇場で映画公開の準備が進んでいることを考慮して訴えを退けた。
映画の喫煙シーンには、インド保健・家族福祉省からアドバイスされた免責事項マークが付けられている。2012年2月7日に2バージョンのDVD、Blu-rayと特別版は4月10日と5月24日にそれぞれ発売された。

## 評価

### 興行収入
公開初日の座席占有率はインド全域で80%となり、シネマコンプレックスでは75%-80%、シングルシアターでは70-75％となっている。ヒンディー語版は1億4700万ルピーの収益を上げ、当時の歴代ヒンディー語映画第3位、祝日以外の金曜日に公開された映画では歴代1位となった。公開2日目・3日目にはシネマコンプレックスの収益増に支えられ、20-25%の収益増となった。公開週末にはヒンディー語版4億7000万ルピー、テルグ語版・タミル語版合計で1500万ルピーの興行収入を記録した。公開第1週末には7億ルピーの収益を上げ、公開第2週にはヒンディー語版で1億4500万ルピーの収益を上げた、週末のヒンディー語版興行収入は62%減の2億7000万ルピーとなり、合計興行収入は9億7000万ルピーを記録した。最終的にヒンディー語版は10億6000万ルピー、テルグ語・タミル語は11億2000万ルピーの興行収入を記録した。
パキスタンでは公開1週間で1690万ルピーの収益を上げ、それまでのインド映画の記録を更新した。週末には3億7100万ルピーの収益を上げ、第1週の合計興行収入は5億400万ルピーを記録した。北米では公開初週に264万ドルの収益を上げ、2012年2月に公開されたドイツでは11万2027ドル、オーストリアでは5041ドルの収益を上げた。海外市場の合計興行収入は1124万ドルとなり、『マイネーム・イズ・ハーン』『きっと、うまくいく』に次いで当時のインド映画海外興行収入ランキング第3位となった。

### 批評

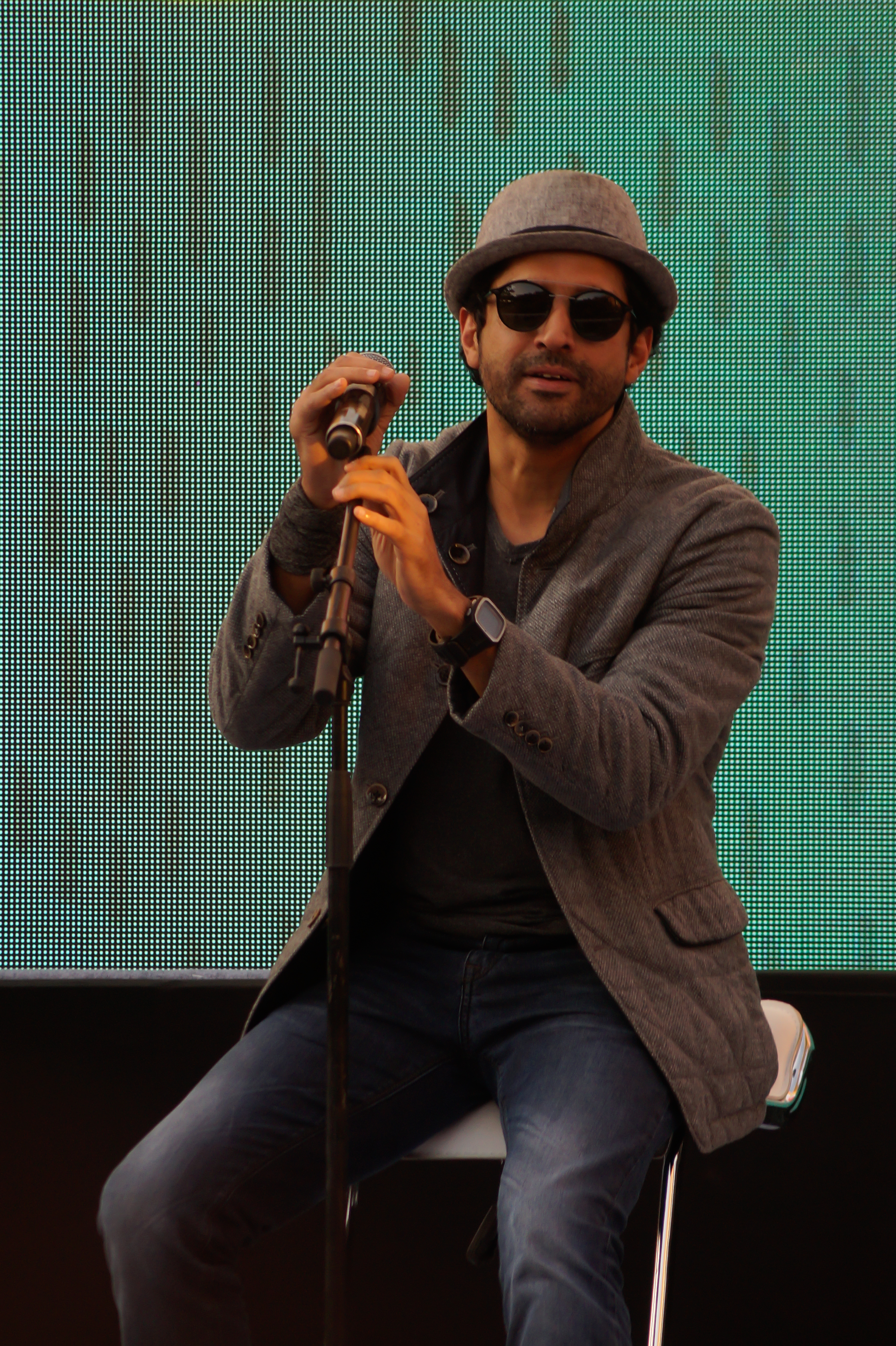
ファルハーン・アクタル

批評家からの評価は賛否混合となっている。Rotten Tomatoesには12件のレビューが寄せられ支持率75%、平均評価6.8/10となっている。ザ・タイムズ・オブ・インディアのニカート・カーズミーは、「古典的なアクション/クライム・スリラーであり、一瞬でも心が動くことがない。さらに重要なことは、プロットは細かく細工されているが、全ての捻じれとターンは複雑で小さなジグソーパズルのピースのように落ちている」と批評している。フィルムフェアのラチット・グプタはシャー・ルク・カーン、チョープラー、イラニの演技を高く評価し、「彼らはフラットな瞬間に映画を運ぶ。それは緊張させるものではないが、映画はフィナーレで十分なスリルを提供し、それだけで鑑賞するに値する」と批評した。デジタル・スパイのプリヤー・ジョーシーは4/5の評価を与えてドラマティックな結末を称賛し、「それは徹底したボリウッド形式のアクション・フェスティバルです」と批評している。
エクスプレス・トリビューンは映画を「視覚的な傑作」と呼び、「将来のインド・アクション映画のために高い基準を作ることになった」と批評した。コマル・ナータは3.5/5の評価を与えたが、前半のペースの遅さを批判した。ボリウッド・ハンガマのタラン・アダルシュは3.5/5の評価を与え、後半は映画を別のレベルに移動させたとし、「ファルハーン・アクタルは新しいコンセプトを選択し、古典的なアクションと驚くべきビジュアルでそれを飾り付け、国際的な見た目と感触を与えた」と批評した。デイリー・ニュース&アナライシスのアニラッダ・ガハは3/5の評価を与え、シャー・ルク・カーンの演技とアクション・シークエンスを称賛した。ミッド・デイは2.5/5の評価を与え、「映画は滑らかで撮影技術は魅力的だが、この手のアクション・スリラーに求められるエッジに欠けている」と批評している。
Rediff.comのラジャ・センは、「映画は印象的だったが、カーンの極端な演技によって失望させられ、他の俳優たちは十分に活かせられていなかった」と批評した。ラジーヴ・マサンドは2/5の星を与えて映画を「きわめて退屈な映画」と表現し、「映画は良く撮れており、シャー・ルク・カーンに釘付けにさせるシーンもある。しかし、2時間以上も興味を引き付けるようなものではない……彼の熱心なファンでさえ欠伸をするだろう」と批評している。Sifyのソニア・チョープラーは2.5/5の評価を与え、続編よりも前作のほうが優れていると感じたが、アクション・シークエンスについては評価している。ヒンドゥスタン・タイムズのマヤンク・シェーカルは映画を「終わることがない」と表現し、冗長なストーリーを批判した。

### 受賞・ノミネート
| 映画賞                                                 | 部門                                   | 対象                                             | 結果       | 出典                 |
| ------------------------------------------------------ | -------------------------------------- | ------------------------------------------------ | ---------- | -------------------- |
| ビッグスター・エンターテインメント・アワード           | アクション映画男優賞                   | シャー・ルク・カーン                             | ノミネート | [ 84 ]               |
| ビッグスター・エンターテインメント・アワード           | アクション映画女優賞                   | プリヤンカー・チョープラー                       | ノミネート | [ 84 ]               |
| ETCボリウッド・ビジネス賞                              | Top Grosser of the Year                | 闇の帝王DON 〜ベルリン強奪作戦〜                 | ノミネート | [ 85 ]               |
| ETCボリウッド・ビジネス賞                              | Most Profitable Director               | ファルハーン・アクタル                           | ノミネート | [ 85 ]               |
| ETCボリウッド・ビジネス賞                              | Most Popular First Look of a Film      | 闇の帝王DON 〜ベルリン強奪作戦〜                 | 受賞       | [ 85 ]               |
| 第57回フィルムフェア賞                                 | 作品賞                                 | 闇の帝王DON 〜ベルリン強奪作戦〜                 | ノミネート | [ 86 ] [ 87 ]        |
| 第57回フィルムフェア賞                                 | 監督賞                                 | ファルハーン・アクタル                           | ノミネート | [ 86 ] [ 87 ]        |
| 第57回フィルムフェア賞                                 | 主演男優賞                             | シャー・ルク・カーン                             | ノミネート | [ 86 ] [ 87 ]        |
| 第57回フィルムフェア賞                                 | アクション賞                           | ナクル・カンティ                                 | 受賞       | [ 86 ] [ 87 ]        |
| 第57回フィルムフェア賞                                 | 音響デザイン賞                         | マティアス・バーチ                               | 受賞       | [ 86 ] [ 87 ]        |
| 第13回国際インド映画アカデミー賞                       | 主演男優賞                             | シャー・ルク・カーン                             | ノミネート | [ 88 ]               |
| 第13回国際インド映画アカデミー賞                       | 悪役賞                                 | ボーマン・イラニ                                 | ノミネート | [ 88 ]               |
| ライオン・ゴールド・アワード                           | フェイバリット主演男優賞               | シャー・ルク・カーン                             | 受賞       | [ 89 ]               |
| ライオン・ゴールド・アワード                           | フェイバリット主演女優賞               | プリヤンカー・チョープラー                       | 受賞       | [ 89 ]               |
| ナショナル・メディア・ネットワーク フィルム&TVアワード | 監督賞                                 | ファルハーン・アクタル                           | 受賞       | [ 90 ]               |
| 製作者組合映画賞                                       | 主演男優賞                             | シャー・ルク・カーン                             | ノミネート | [ 91 ] [ 92 ]        |
| 製作者組合映画賞                                       | 男性エンターテイナー・オブ・ザ・イヤー | シャー・ルク・カーン                             | 受賞       | [ 91 ] [ 92 ]        |
| 製作者組合映画賞                                       | 女性エンターテイナー・オブ・ザ・イヤー | プリヤンカー・チョープラー                       | 受賞       | [ 91 ] [ 92 ]        |
| 製作者組合映画賞                                       | 音響賞                                 | ナクル・カンティ                                 | ノミネート | [ 91 ] [ 92 ]        |
| 製作者組合映画賞                                       | 録音賞                                 | ナクル・カンティ、ディバジット・チャンガイ       | ノミネート | [ 91 ] [ 92 ]        |
| 製作者組合映画賞                                       | 特殊効果賞                             | プラサード・スタール                             | ノミネート | [ 91 ] [ 92 ]        |
| スター・スクリーン・アワード                           | 主演男優賞                             | シャー・ルク・カーン                             | ノミネート | [ 93 ] [ 94 ] [ 95 ] |
| スター・スクリーン・アワード                           | 大衆選出主演男優賞                     | シャー・ルク・カーン                             | 受賞       | [ 93 ] [ 94 ] [ 95 ] |
| スター・スクリーン・アワード                           | 大衆選出主演女優賞                     | プリヤンカー・チョープラー                       | ノミネート | [ 93 ] [ 94 ] [ 95 ] |
| スター・スクリーン・アワード                           | ジョディNo.1                           | シャー・ルク・カーン、プリヤンカー・チョープラー | 受賞       | [ 93 ] [ 94 ] [ 95 ] |
| スター・スクリーン・アワード                           | アクション賞                           | マティアス・バーチ                               | ノミネート | [ 93 ] [ 94 ] [ 95 ] |
| スター・スクリーン・アワード                           | 特殊効果賞                             | プラサード・スタール、ヴィラール・タッカール     | ノミネート | [ 93 ] [ 94 ] [ 95 ] |
| スターダスト・アワード                                 | 作品賞                                 | 闇の帝王DON 〜ベルリン強奪作戦〜                 | ノミネート | [ 96 ]               |
| スターダスト・アワード                                 | 監督賞                                 | ファルハーン・アクタル                           | ノミネート | [ 96 ]               |
| スターダスト・アワード                                 | 主演男優賞                             | シャー・ルク・カーン                             | ノミネート | [ 96 ]               |
| スターダスト・アワード                                 | 主演女優賞                             | プリヤンカー・チョープラー                       | ノミネート | [ 96 ]               |
| スターダスト・アワード                                 | スリラー/アクション男優賞              | シャー・ルク・カーン                             | ノミネート | [ 96 ]               |
| スターダスト・アワード                                 | スリラー/アクション女優賞              | プリヤンカー・チョープラー                       | ノミネート | [ 96 ]               |
| ジー・シネ・アワード                                   | 作品賞                                 | 闇の帝王DON 〜ベルリン強奪作戦〜                 | ノミネート | [ 97 ]               |
| ジー・シネ・アワード                                   | 監督賞                                 | ファルハーン・アクタル                           | ノミネート | [ 97 ]               |
| ジー・シネ・アワード                                   | 主演男優賞                             | シャー・ルク・カーン                             | ノミネート | [ 97 ]               |
| ジー・シネ・アワード                                   | 審査員選出主演男優賞                   | シャー・ルク・カーン                             | 受賞       | [ 97 ]               |

## 続編構想
シャー・ルク・カーンは続編について、「いつかドンを再び演じるのは素晴らしいことでしょう。私はファルハーンに、60日間スケジュールを確保して『Don3』を作ることができると話しました。しかし、私たちは『闇の帝王DON 〜ベルリン強奪作戦〜』のラスト10分が別の刺激的なスリラーに進むための脚本を必要としています」と語っている。また、アクタルはドンのキャラクターに魅了され、ストーリーを次の段階に進めたいと語ったが、他のジャンルに関心があるため、第3作を製作する予定は当面ないと語っている。